# Błonie

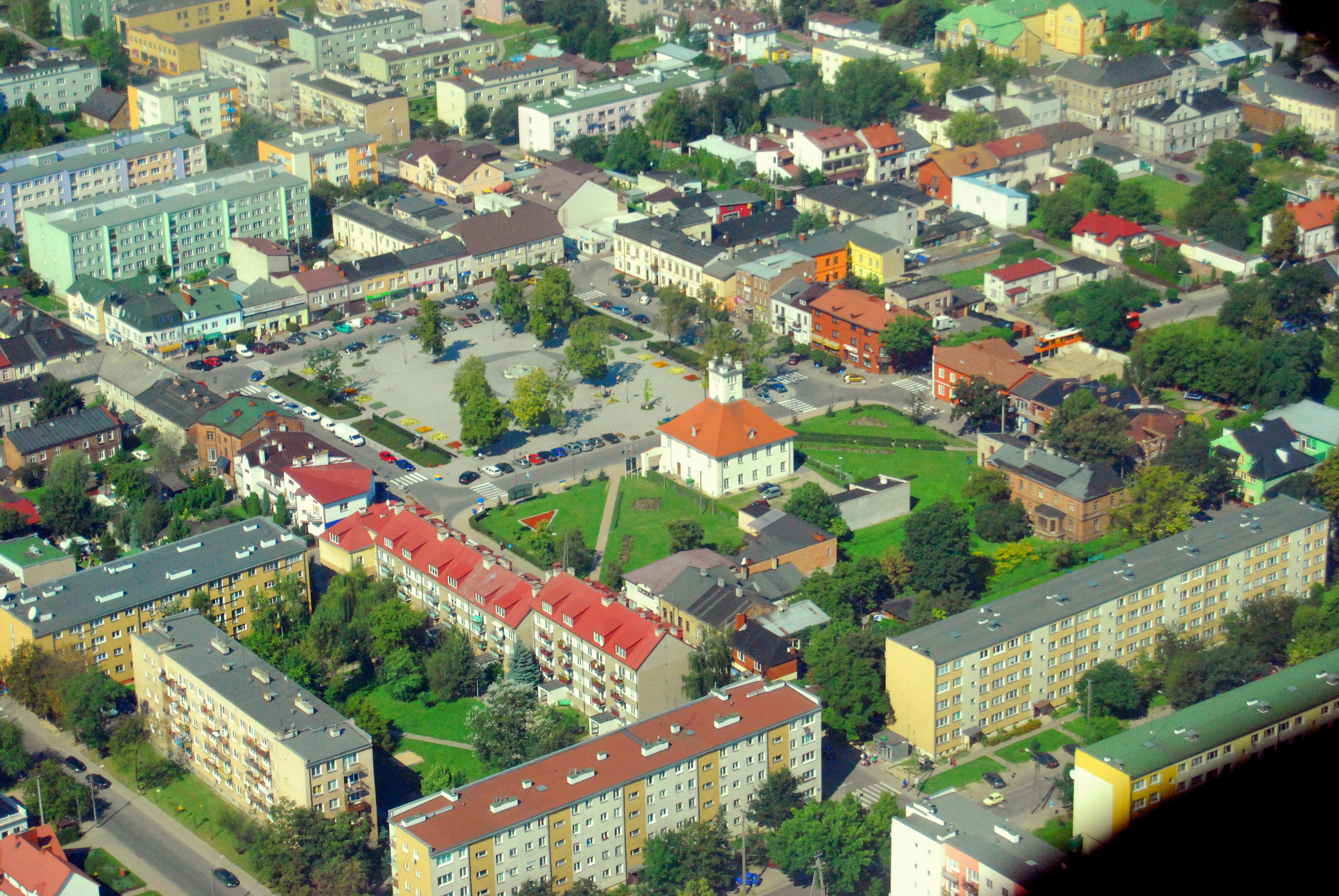
Zentrum von Błonie

Błonie ist eine Stadt in der Woiwodschaft Masowien in Polen. Sie ist Sitz der gleichnamigen Stadt-und-Land-Gemeinde mit 21.610 Einwohnern (Stand 31. Dezember 2020).

## Geographische Lage
Die Stadt liegt mitten in Polen etwa 25 Kilometer westlich vom Stadtzentrum der Landeshauptstadt Warschau. Der Fluss Rokitnica fließt durch den Ort.

## Geschichte
Wann genau der Ort gegründet wurde, ist nicht bekannt, im 11. Jahrhundert gab es aber bereits eine befestigte Siedlung (gród). Die erste urkundliche Erwähnung des Ortes stammt von 1257. Darin wurde der Bau einer Kirche erwähnt. Am 2. Mai 1338 erhielt Błonie dann das Stadtrecht nach Magdeburger Recht. 1380 wurde das Stadtrecht erneut vergeben, diesmal nach Kulmer Recht. Ende des 14. Jahrhunderts wurde der Ort Kreisstadt. Gegen Ende des folgenden Jahrhunderts wurde Błonie Sitz eines Starosten und entwickelte sich zu einem wichtigen Handelszentrum. Während des Großen Nordischen Kriegs wurde die Stadt von Soldaten verwüstet. 1727 brannte das hölzerne Rathaus ab. 1776 wurde ein neues, gemauertes Rathaus errichtet. Während der Kämpfe Ende des 18. Jahrhunderts wurde der Ort erneut zerstört. Bei der Dritten Teilung Polens fiel die Stadt an Preußen. Mit der Bildung des Herzogtums Warschau wurde die Stadt 1807 Teil desselben. 1815 wurde Błonie dann Teil Kongresspolens.
1842 wurde ein neues Rathaus nach Entwürfen des Architekten Henryk Marconi errichtet.
Nach einem Bericht von 1912 gab es damals 175 Häuser und gepflasterte Straßen, welche von Öllampen beleuchtet wurden. Weiterhin gab es vier Schulen und drei Ärzte praktizierten hier. 1914 brannte das Rathaus ab. Nach Ende des Ersten Weltkriegs wurde die Stadt Teil des wieder entstandenen Polens.
Im September 1939 wurde die Stadt von der Wehrmacht im Rahmen des Überfalls auf Polen eingenommen. In der Nacht vom 18./19. September 1939 wurden 50 Zivilisten durch Angehörige der Leibstandarte SS Adolf Hitler ermordet. Während der Besatzungszeit wurde hier ein Kriegsgefangenenlager eingerichtet, welches später in ein Arbeitslager umfunktioniert wurde. Im November 1940 wurde ein Ghetto eingerichtet, für etwa 2100 Juden. Im Februar 1941 wurde das Ghetto aufgelöst und die jüdischen Gefangenen ins Warschauer Ghetto deportiert.
Nach Ende des Zweiten Weltkrieges wurde die Stadt wieder Teil Polens.
Von 1975 bis 1998 gehörte die Gemeinde zur Woiwodschaft Warschau.

## Gemeinde
Zur Stadt-und-Land-Gemeinde (gmina miejsko-wiejska) Błonie gehören die Stadt selbst und 32 Dörfer mit Schulzenämtern.

## Städtepartnerschaften
- Coreno Ausonio, Italien

## Bauwerke
- Das am rechteckigen Marktplatz gelegene Rathaus wurde 1842 errichtet und nach einem Brand von 1914 im Jahr 1923 wieder aufgebaut
- Die Kirche der Heiligen Dreifaltigkeit mit separatem Glockenturm wurde im Stil der Frühgotik errichtet und später umgebaut.
- Ein Gasthaus der Stadt aus dem Jahr 1779 war möglicherweise ein Treffpunkt von Napoléon Bonaparte und seiner Geliebten Maria Walewska.
- Der jüdische Friedhof wurde im 19. Jahrhundert angelegt und hat eine Fläche von etwa 0,5 Hektar.[2]

## Verkehr
Durch die Stadt führt die Europastraße 30, hier zugleich Landesstraße DK2, von Warschau nach Frankfurt (Oder) und von dort weiter nach Berlin. In Nord-Südlicher Richtung wird Błonie von der Woiwodschaftsstraße 579 durchquert.
Die Stadt liegt an der wichtigen Ost-West-Bahnverbindung, die Warschau über Posen mit Berlin verbindet, allerdings halten nur lokale Bahnen im Ort. Neben den Bahnverbindungen gibt es auch Busse der PKS in die umliegenden Ortschaften und nach Warschau.
Der Frédéric-Chopin-Flughafen Warschau ist der nächste internationale Flughafen. Er liegt etwa 20 Kilometer südöstlich.

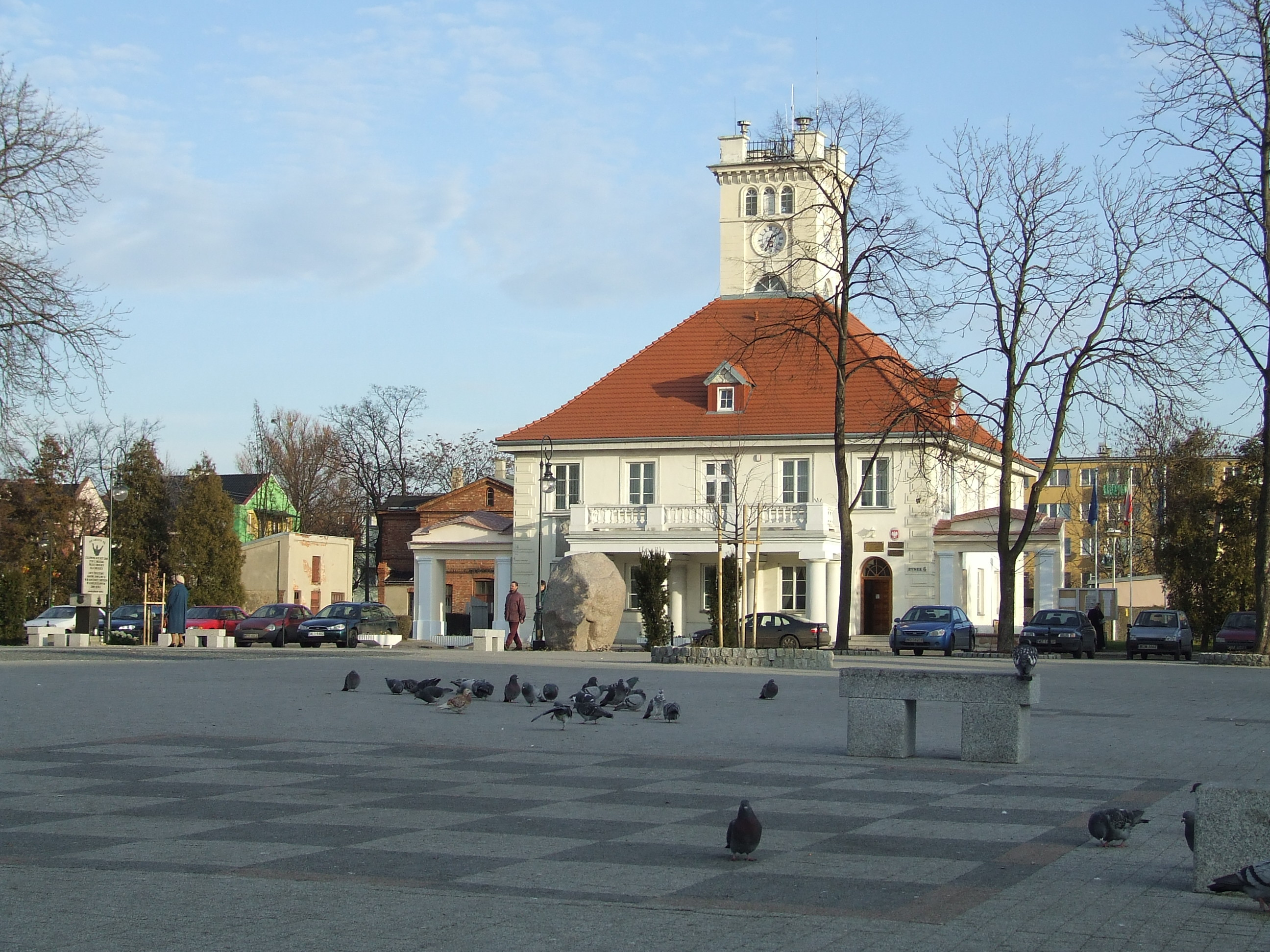
Rathaus Błonie
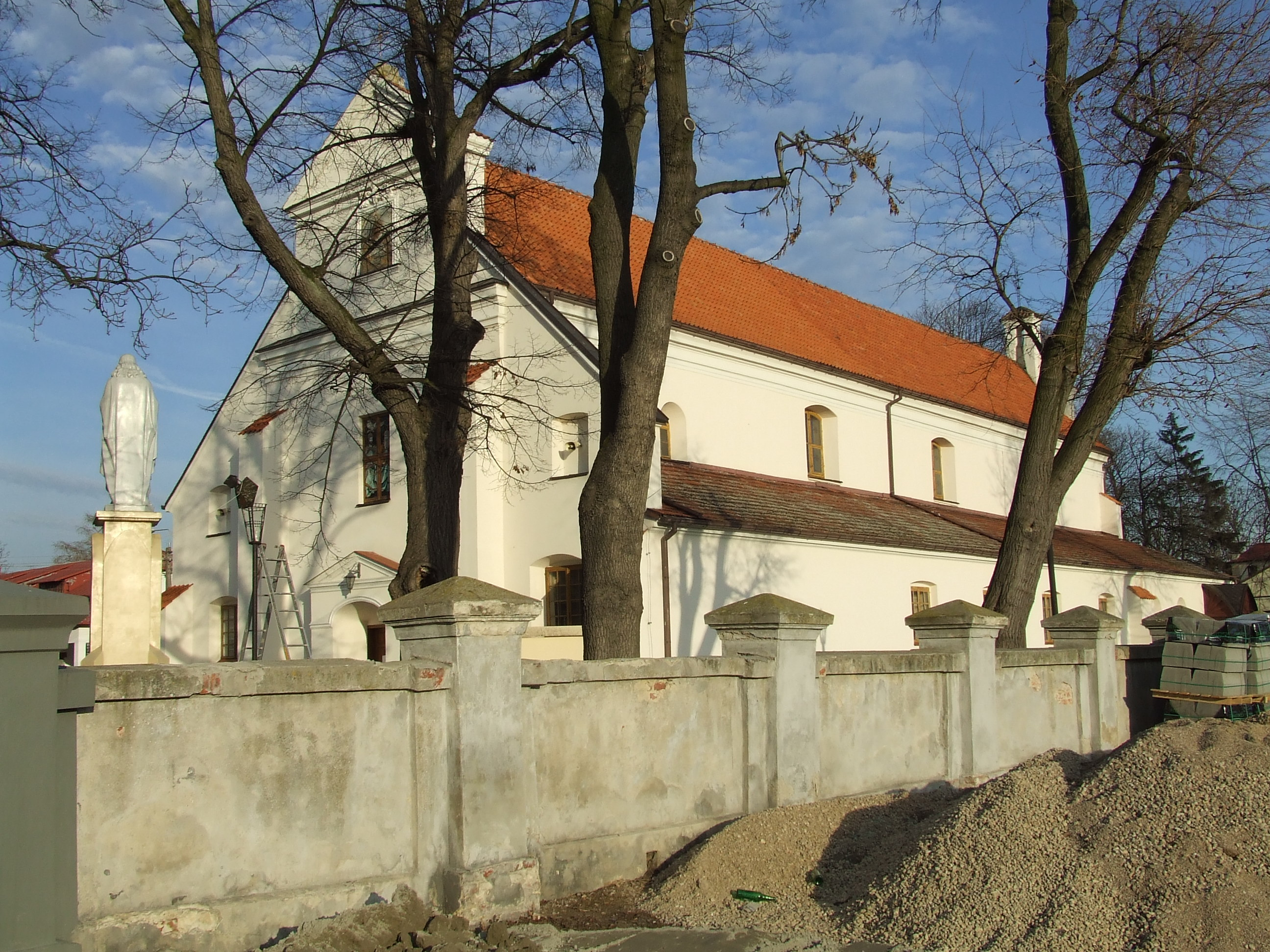
Dreifaltigkeitskirche
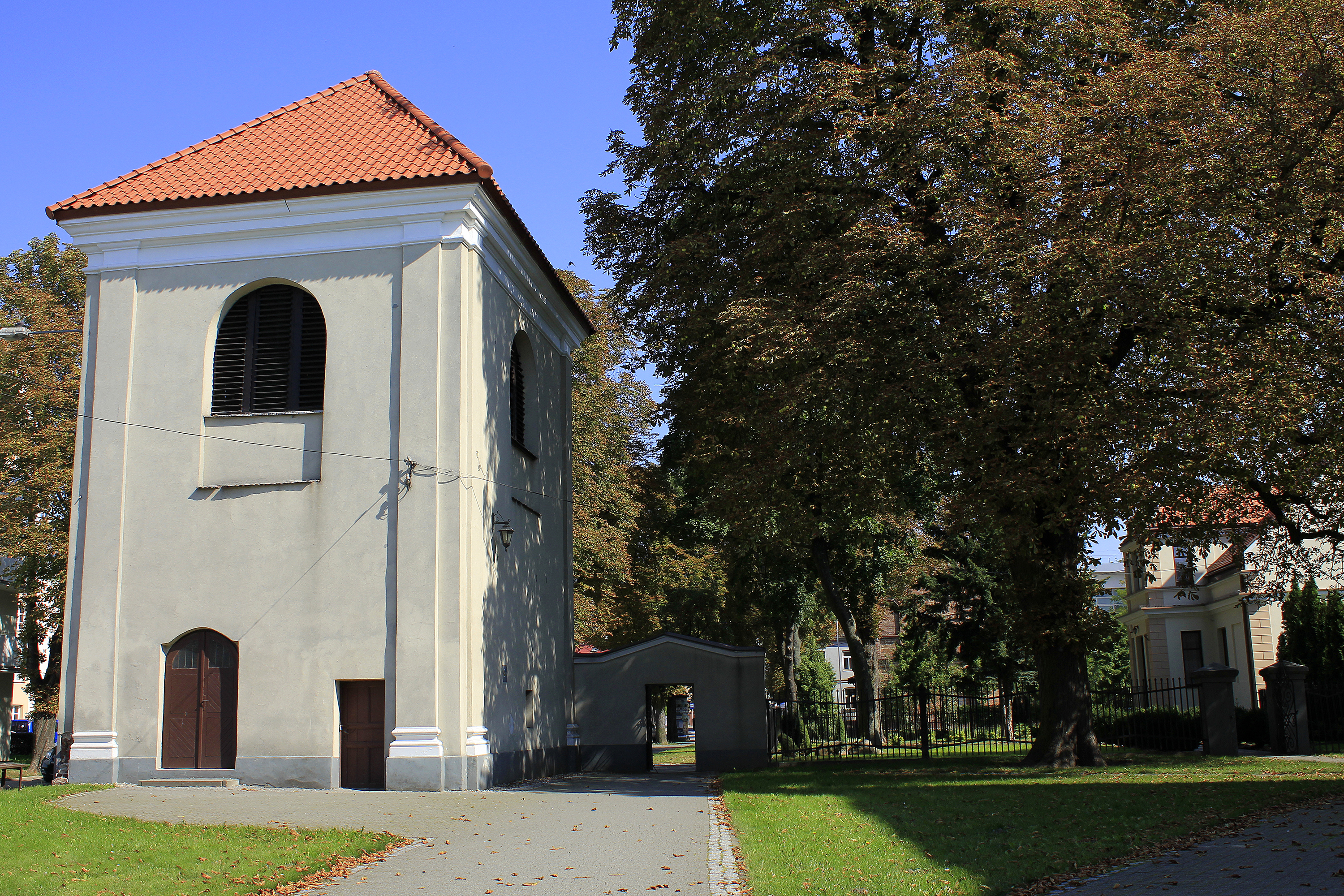
Glockenturm der Dreifaltigkeitskirche
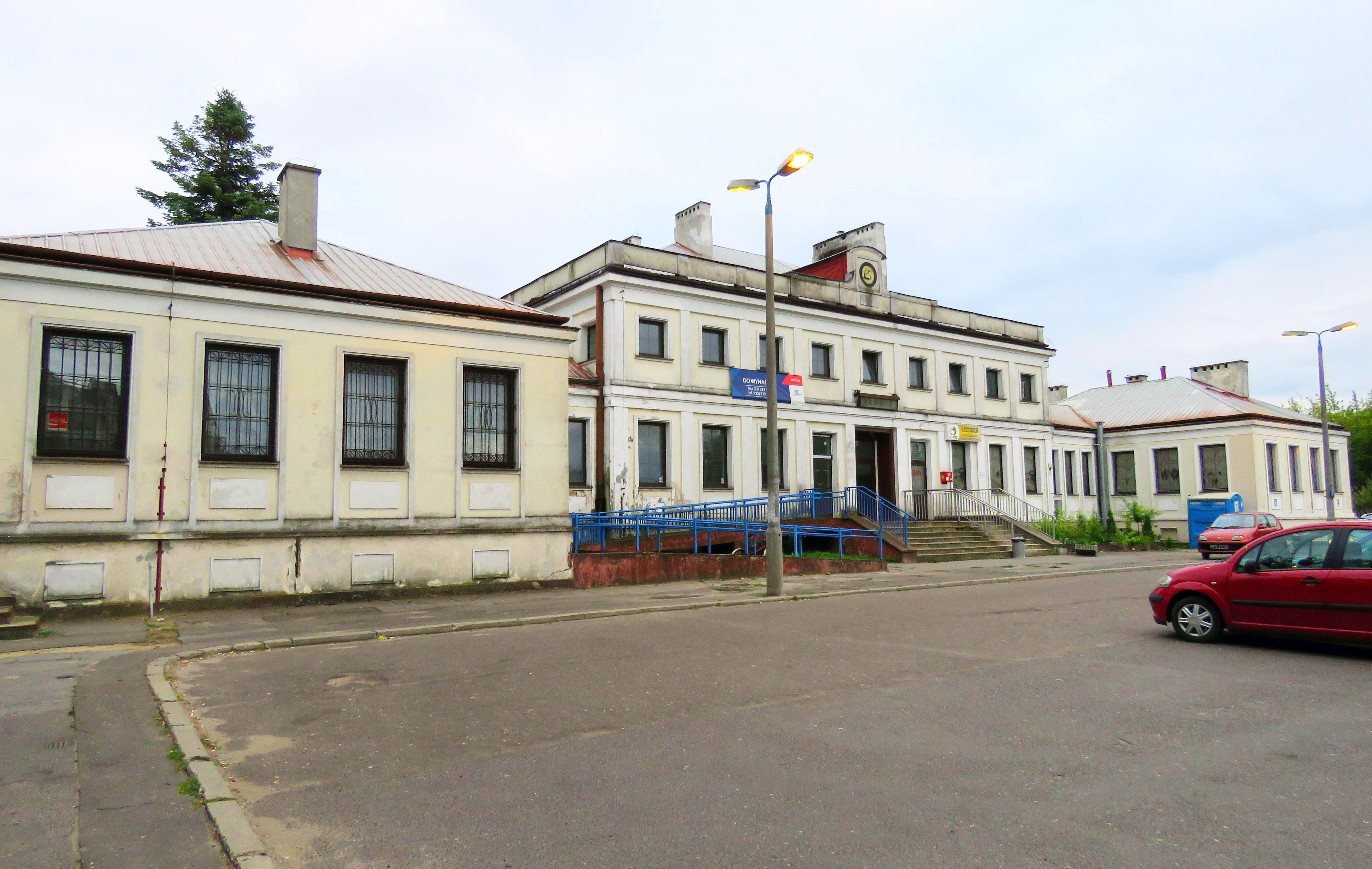
Bahnhof Błonie

## Söhne und Töchter der Stadt
- Wilhelm Stier (1799–1856), deutscher Architekt und Hochschullehrer
- Alexander von Borck (1802–1880), preußischer Generalmajor
- Hanna Lachertowa (1910–1998), Pianistin und Musikpädagogin.